# Melasmothrix naso
Melasmothrix naso là một loài động vật có vú trong họ Chuột, bộ Gặm nhấm. Loài này được Miller & Hollister mô tả năm 1921.
Loài này được tìm thấy ở Indonesia.